# Valdenuño Fernández
Valdenuño Fernández – gmina w Hiszpanii, w prowincji Guadalajara, w Kastylii-La Mancha, o powierzchni 24,81 km². W 2011 roku gmina liczyła 282 mieszkańców.